# ロジェ・ド・ラ・フレネー
ロジェ・ド・ラ・フレネー（Roger de La Fresnaye、1885年7月11日 - 1925年11月27日）はフランスの画家である。「キュビスム」の画家の一人である。

## 略歴
フランスの西部、サルト県のル・マンで生まれた。父親はノルマンディのファレーズに邸を持つ名家の陸軍士官で、ル・マンに駐留していた時にロジェ・ド・ラ・フレネーは生まれた。
パリで絵の勉強を始め、1904年から1908年まで、アカデミー・ジュリアンとパリ国立高等美術学校で学んだ後、ポール・ゴーギャンの影響を受けた「ナビ派」の画家のモーリス・ドニやポール・セリュジエが教えていたアカデミー・ランソンで学んだ。
1910年代の初めには、グランド・ショミエール芸術学校でアリスティド・マイヨールに彫刻も学んだ。ド・ラ・フレネーは、キュビスムの美術家グループの「ピュトー・グループ」に1911年に参加し、その展覧会「セクション・ドール」に出展した。キュビスムのスタイルで人物画、風景画や静物画を描いた。1914年にパリで個展を開いた。
第一次世界大戦が始まると、志願して歩兵として戦場にでて、この間前線の兵士の日常も描いた。1918年に毒ガス攻撃の被害を受け、呼吸器を痛めた。その後兵役から解除された。療養のため南フランスで暮らすが、1925年に結核性の病気で40歳でグラースで死去した。

## 作品

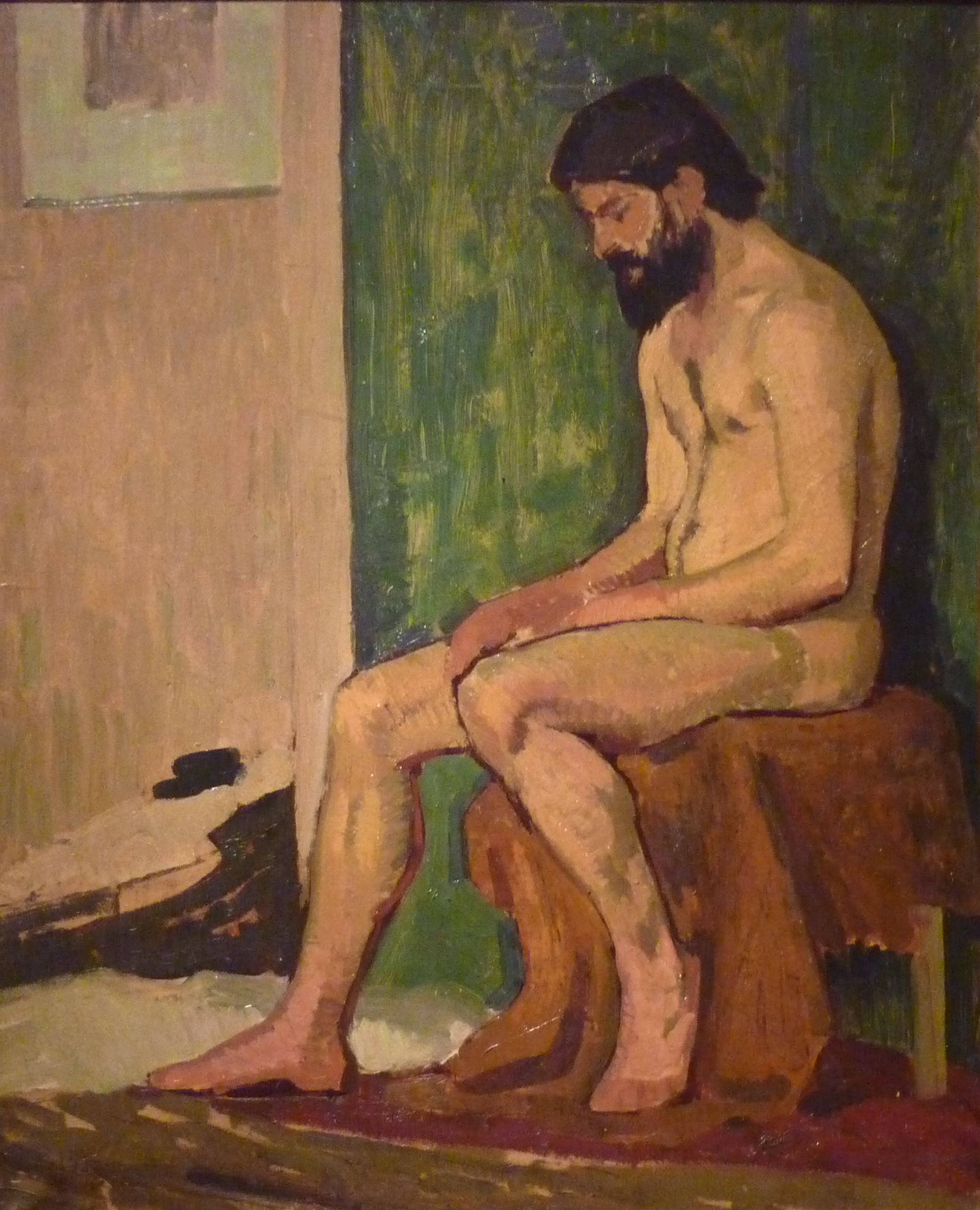
座っている裸の男 (c.1910)
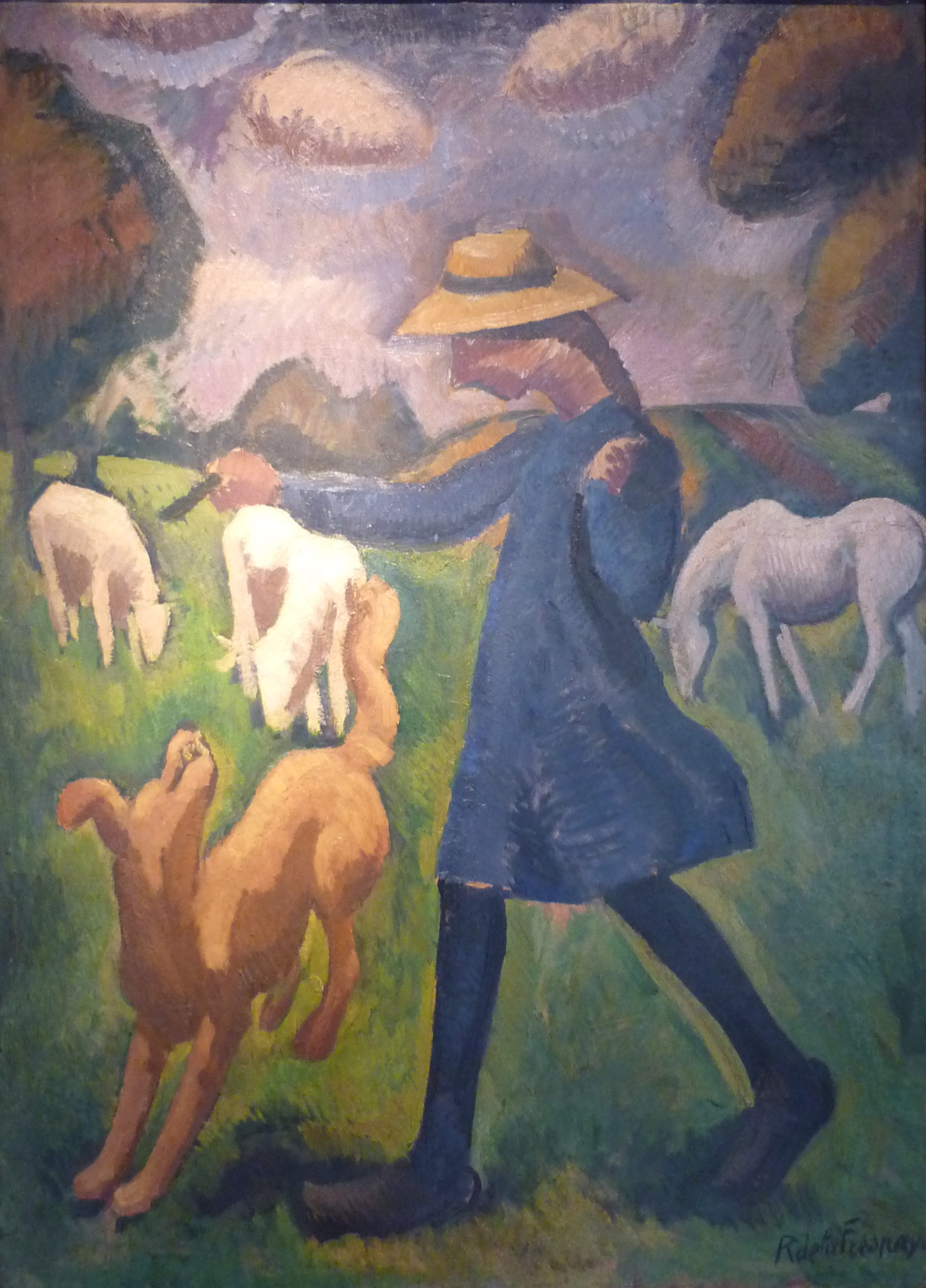
(c.1910)
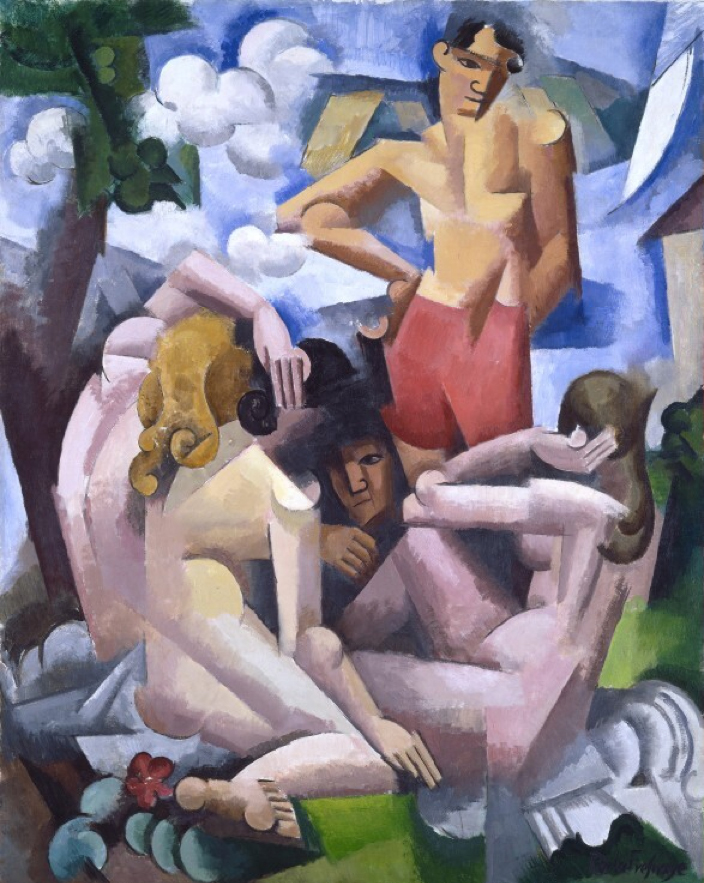
水浴びする女性たち (1912)
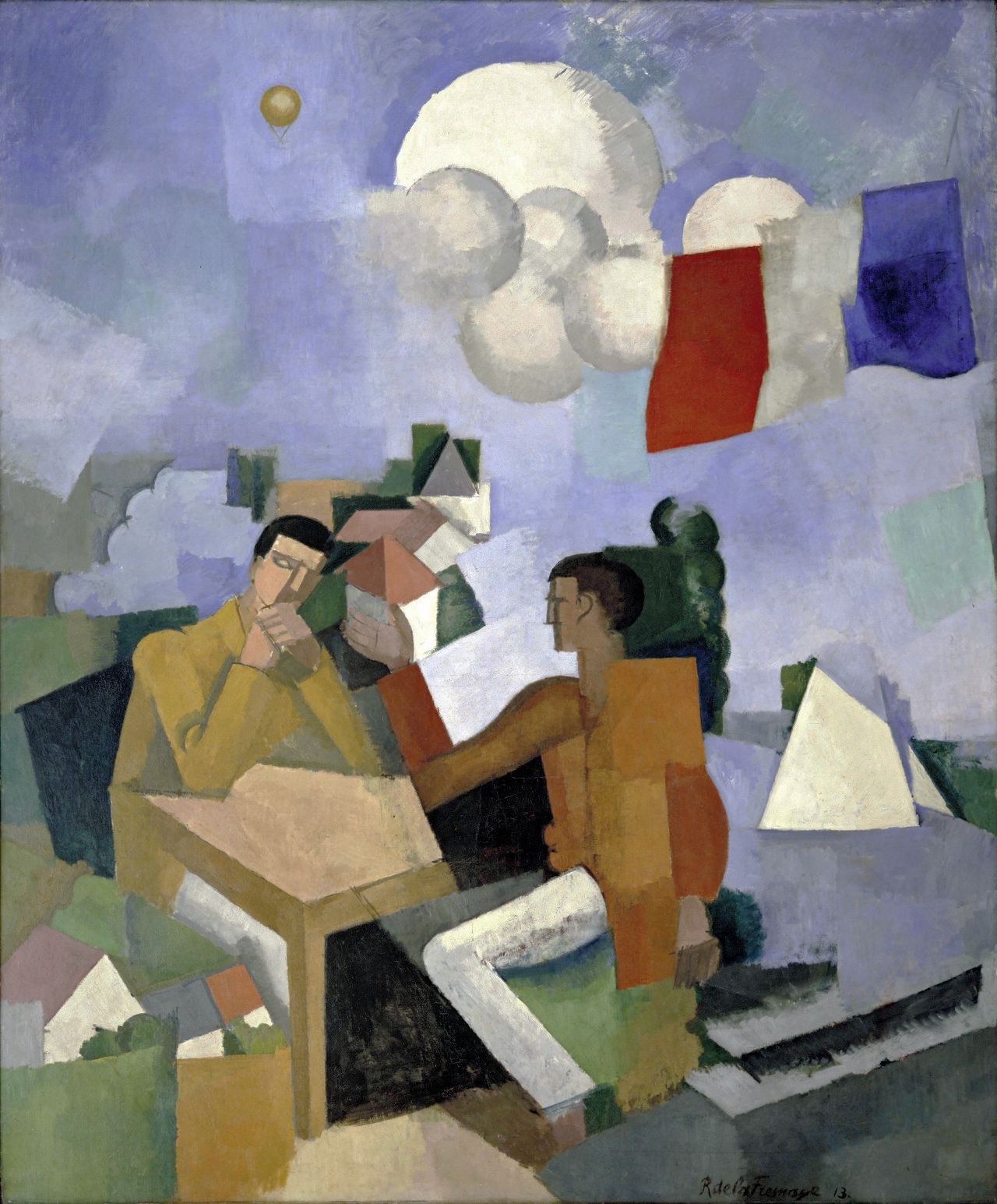
La Conquête de l'Air (1913)

砲兵 (1911)
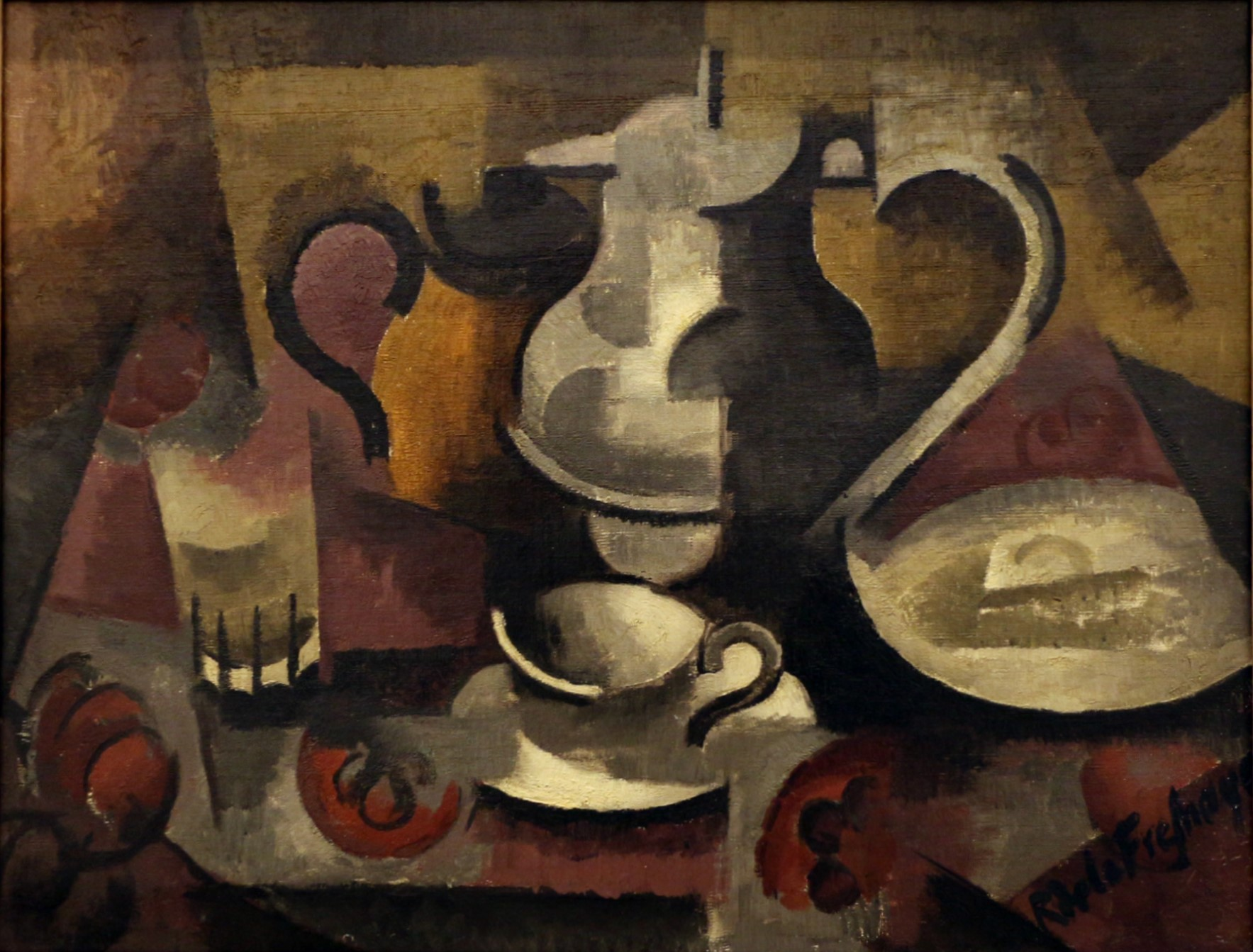
静物画 (1912)
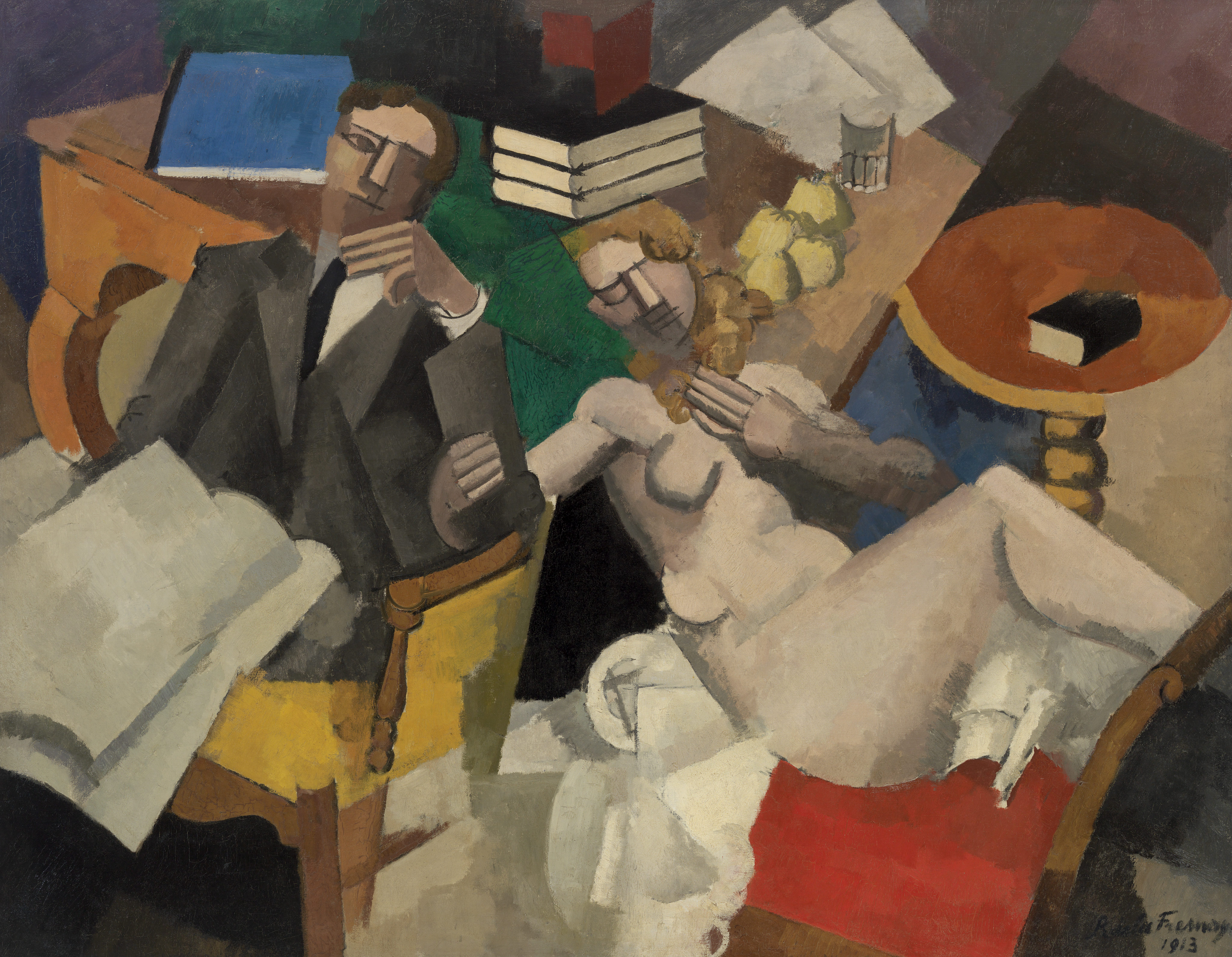
結婚生活 (1913)
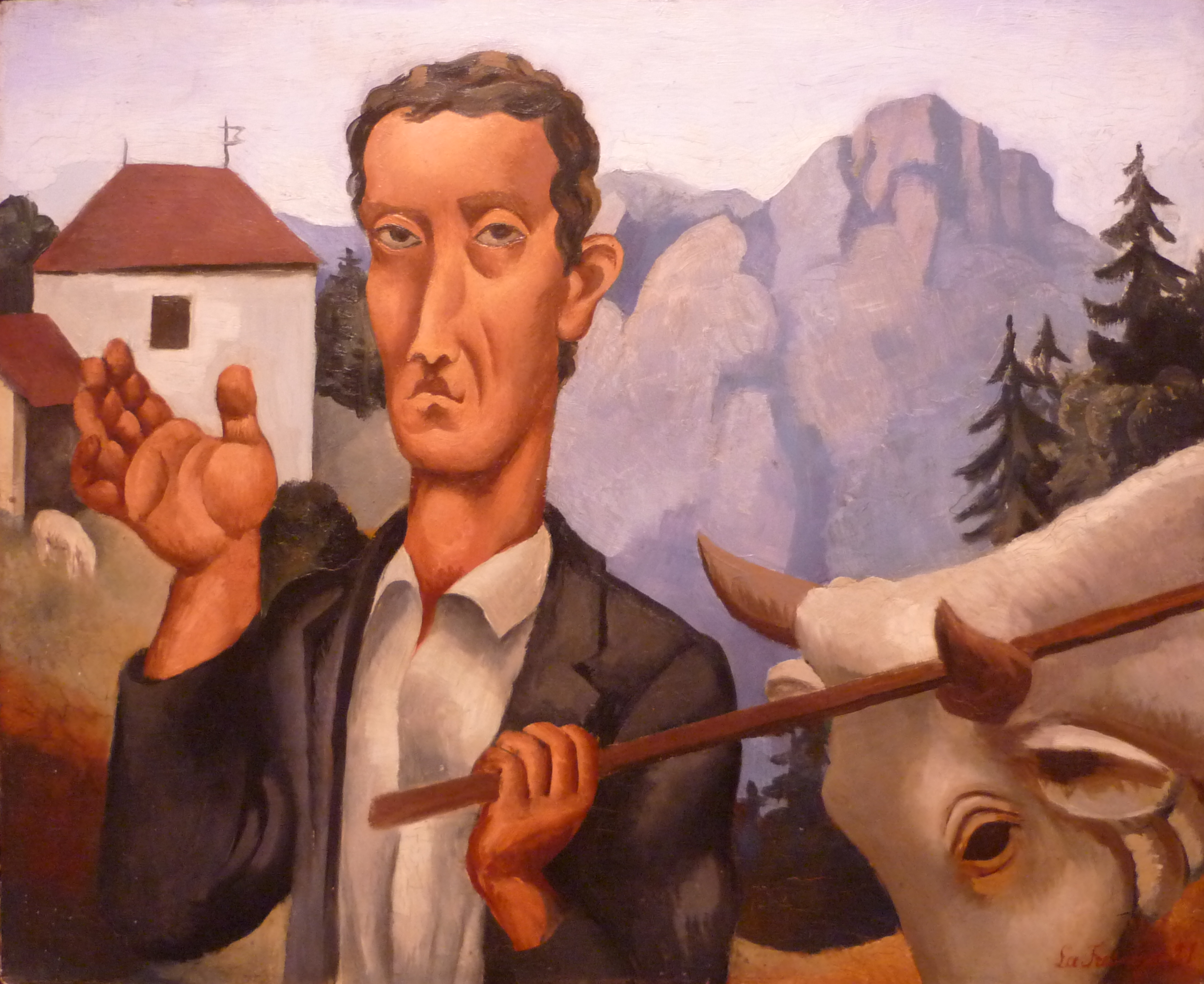
牛飼い (1921)